# Unidad eléctrica Toshiba (Mitre y Sarmiento)
La Unidad eléctrica Toshiba fue una serie de Material Rodante hecha exclusivamente para la Línea Sarmiento y la Línea Mitre, estas formaciones de trenes fueron ordenadas por Ferrocarriles Argentinos en la década de 1950 y fueron fabricadas por las empresas Toshiba, Kawasaki, Nippon Sharyo, Kinki y Tokyu Car. Las formaciones fueron llegando en 2 series (la primera en los 50 y la segunda en los 60). Estas formaciones fueron pasando por modificaciones y esquemas de colores. Siendo reemplazadas por modelos chinos CSR, la última vez que circularon fue en el ramal Retiro-José León Suárez de la Línea Mitre.

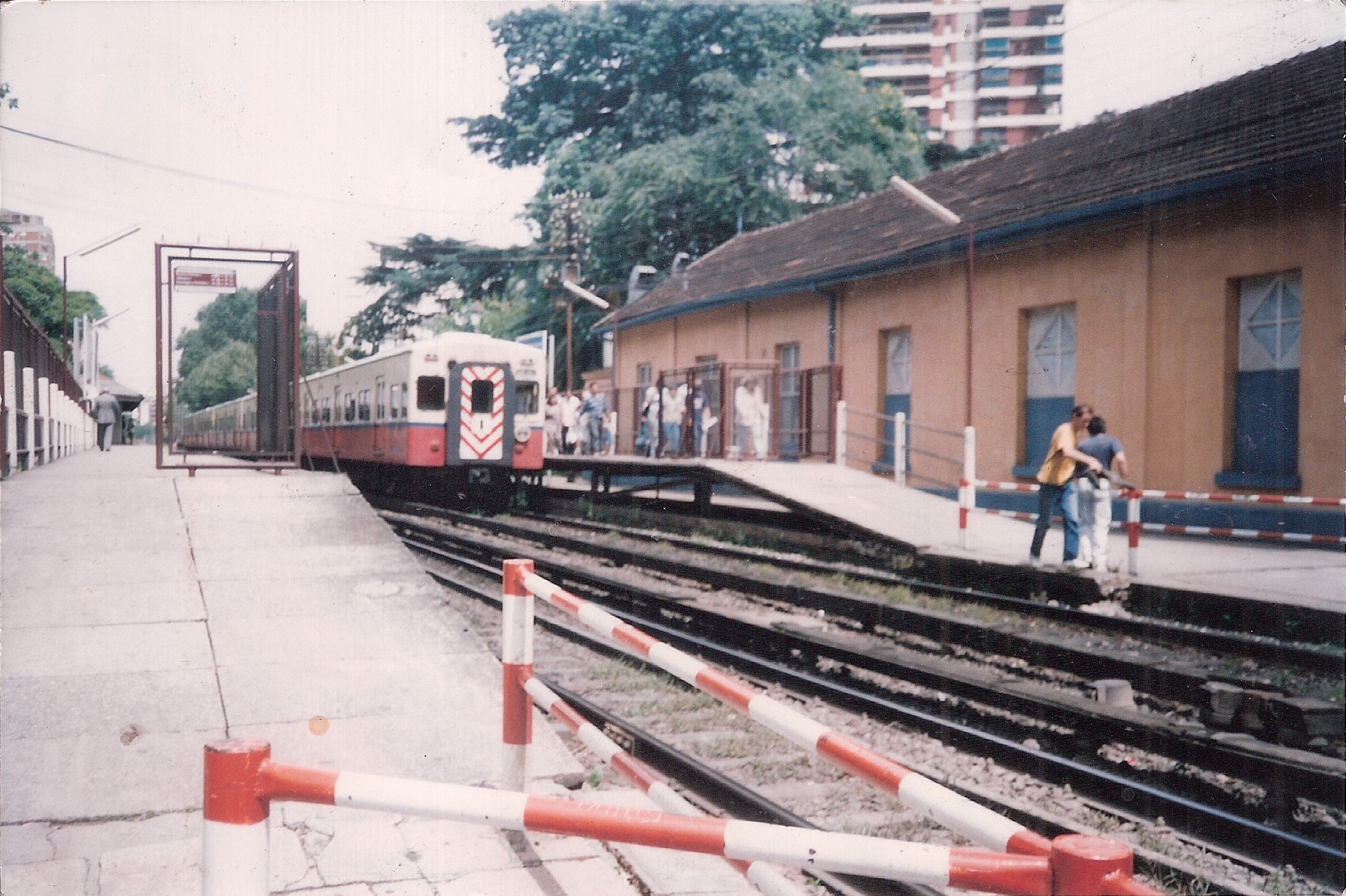
Coche Toshiba de la Línea Mitre en Estación Belgrano R

## Historia
Las Unidades Toshibas fueron ordenadas por la empresa Ferrocarriles Argentinos (empresa histórica) (operadora de los Ferrocarriles metropolitanos de Buenos Aires en ese entonces) en 1950, estos coches tenían la particularidad de ser eléctricos (a base de alimentación por el tercer riel), mientras que en otras líneas de ferrocarriles, los trenes eran coches enganchados a locomotoras diésel. Las unidades fueron presentadas, finalmente, el 3 de junio de 1956 en la Línea Sarmiento.
Los coches tenían un alto confort y un equipamiento de audio que emitía música (Cosa que fue eliminado a fines del siglo XX)
En 1959 llegaron 11 coches más, a los que se sumaron 90 unidades en 1961 y otras 90 en 1962. En 1962 llegaron 90 coches para la Línea Mitre y en 1963 empezaron a funcionar en dicha línea en el ramal Retiro-Tigre. Para los años 70 empezaron a funcionar formaciones en Retiro-Mitre y Retiro-José León Suárez y comenzaron a circular las últimas 16 unidades fabricadas para la Línea Sarmiento. Además, durante 1973 y 1976 se fabricaron en Ex-Fabricaciones Militares varios coches, convirtiéndolos aquellos en 100% fabricación nacional.
Para 1990 cambiaron el esquema por uno representante a Ferrocarriles Argentinos y las comodidades fueron eliminadas. Luego de la liquidación de Ferrocarriles Argentinos, las unidades se vieron afectadas por la concesión a Trenes de Buenos Aires con un esquema nuevo y un intercambio de formaciones con la Línea Mitre. En el 2000, el esquema fue modificado pasando a ser celestes, azules y blancos.

### Modificaciones
Durante 1998 TBA empezó a trabajar en la remodelación de los coches, pasando a tener comodidades más modernas, creando 2 prototipos denominados "UMAP" (Unidad Múltiple Argentina de Pasajeros) y luego conocida como "PUMA". 
En 1999 varios Toshibas fueron remodelados por EMFER (Ex-Fabricaciones Militares) y también fue eliminado todo rastro de las comodidades en desuso. Los primeros "PUMAS" salieron entre 1999 y 2002, conocidos como "v1", y fueron exclusivos para la Línea Mitre, ramal Retiro-Tigre. Hubo en total doce formaciones de este tipo, cada una con variaciones. Estos tenían aire acondicionado, cabinas auxiliares, apoyo para personas con discapacidad, música funcional (esta nunca fue activada) y una cabina más compleja, además de diferentes ventanas (más amplias) y menos asientos.
En 2006 empezaron a trabajar en la versión 2 de los PUMAS, para el ramal Retiro-Tigre nuevamente, pero también incorporando algunos al Sarmiento. Estos quitaban las cabinas auxiliares, agregaban más asientos, cambiaban las cabinas y las ventanas tanto de cabina como del pasajero, y varios furgones fueron hechos solamente al final de un coche catalogado como "Furgón", mientras que los v1 poseían furgón antes de la cabina o era más extendido. Las primeras formaciones fueron para la línea sarmiento, llegándose a hacer seis formaciones para el Sarmiento y otras dos para el Mitre. 
En 2005 pudo entrar en servicio una formación PUMA Doble Piso, como un plan para remodelar todas las formaciones como este tipo, sin embargo, la idea
deja de llevarse a cabo y solo entró esa formación.
En el año 2008 entró en servicio una tercera versión de los PUMAS, contando con cambio de asientos e incorporación de una cabina aerodinámica, junto con otras mejoras menores. La primera formación entró a la Línea Sarmiento en agosto de 2008, y otra en diciembre de ese mismo año
Durante los años 2009 y 2010, varios PUMAS y Toshibas clásicos fueron repintados al esquema que usan la tercera generación de PUMAS.
En 2010 se vuelven a fabricar otras formaciones PUMAS v2 y v3. Se crean otras tres para la Línea Mitre Ramal Suárez, y los PUMAS V2 del ramal Tigre pasan al otro tramo también. Más tarde se suman a la línea dos Pumas v3, cada uno para los dos ramales.
En 2011 se presenta el cuarto modelo de los PUMAS, similar al modelo anterior pero agregando cuatro coches Doble Piso para cada formación, estas solo fueron dadas al ferrocarril Sarmiento para sumarlo al proyecto inconcluso de las formaciones de este tipo. También poseían pantallas led y televisores, que en 2013, la mayoría de estos dispositivos fueron desconectados por fallas. Solo fueron creadas 5 formaciones, 3 de ellas con 9 vagones en total.
En 2013, tras la disolución de TBA, la Unidad de Gestión Operativa Mitre y Sarmiento comenzó con una reparación general de coches, unas 4 formaciones Toshiba originales (Conocidas como "Chapas" 9, 10, 11 y 12) fueron reparadas, contando con nueva pintura (esquema celeste y gris, con el logo de Transporte Público), reparación de motores y un interior más cómodo para el pasajero, este esquema también llegó a un PUMA v3 (Chapa 6) y al prototipo doble piso (chapa 1), también este esquema fue aplicado en todos los Pumas Doble Piso. Mientras que en la Línea Mitre este trabajo fue hecho en los primeros PUMAS del ramal "Retiro-Tigre" y varias formaciones contaron con el esquema incompleto, a mediados de septiembre este esquema fue puesto en varios Toshibas de los otros 2 ramales de la Línea Mitre. Los coches que no pasaron por estas remodelaciones, se les tapó el logo de Trenes de Buenos Aires.

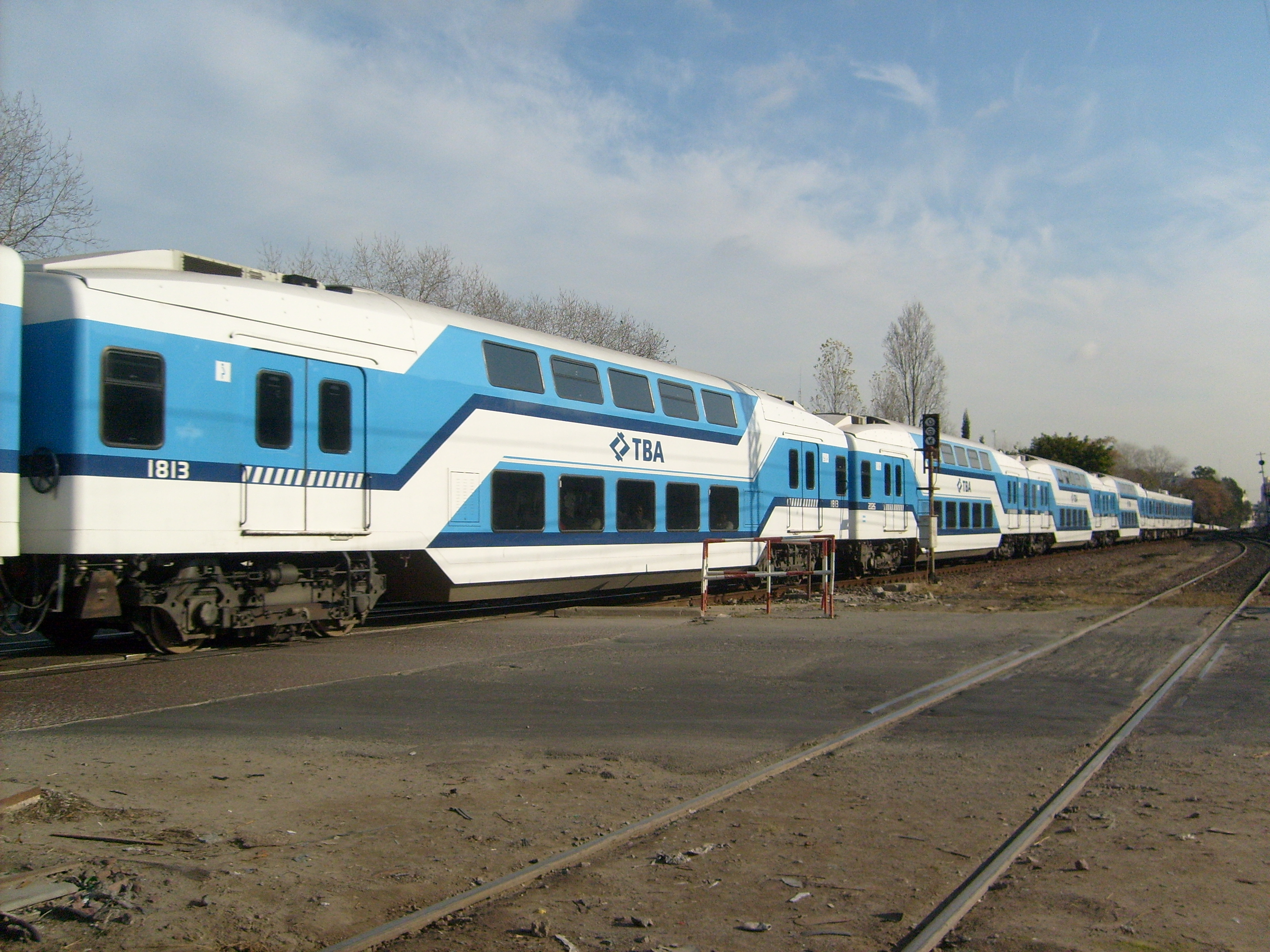
Formación Toshiba "PUMA v1 Tren Doble Piso" de la Línea Sarmiento en Castelar.

### Reemplazo
En 2013 el gobierno de Cristina Fernández de Kirchner compra formaciones chinas conocidas como Unidad eléctrica múltiple CSR para reemplazar a las formaciones Toshiba y PUMAS que circularon por más de 50 años. En ese lapso de tiempo, se renuevan otras 4 formaciones Toshiba en la Línea Sarmiento y en el ramal a Tigre se completa el esquema en varias formaciones. Estas formaciones fueron puestas en marcha durante julio de 2014, y fueron puestas más a medida que avanzaba el tiempo hasta que en septiembre del 2014 las formaciones en la Línea Sarmiento eran casi todos  CSR.
Mientras tanto, en la Línea Mitre no se pondrían en marcha hasta marzo del 2015 en su totalidad, unos meses antes de que terminara el 2014, varios coches Toshiba "Ex-Sarmiento" fueron trasladados a los ramales "Retiro-Mitre" y "Retiro-Suárez", aumentando los coches de las formaciones a 5. El 25 de noviembre de 2014 fue remodelado en prácticamente su totalidad el ramal a la ciudad Tigre, mientras que en los ramales a José León Suárez y Bartolomé Mitre seguirían de la misma forma hasta el 25 de enero, en el que las formaciones Toshiba originales dejaron de prestar servicio, y el 27 de enero se renovó con formaciones CSR en el ramal "Retiro-Suárez". Mientras que las formaciones PUMAS de las generaciones 2 y 3 siguieron prestando servicio por una semana más para reforzar el ramal "Retiro-Mitre" hasta el 9 de febrero de ese mismo año.
Luego de ser retiradas, las formaciones fueron repartidas a las playas de cargas de Miguelete y Colegiales, mientras que en la playa de cargas de Haedo ya se habían guardado las formaciones que no fueron donadas al Mitre. Se mantuvieron varias formaciones para transporte de fanes de fútbol, pero dejaron de ser usadas en Junio del año 2016 y quedaron varadas en Castelar y Victoria.
En julio del año 2017 la Playa Miguelete fue ataque de un incendio que acabó con la mayoría de los PUMAS v1 existentes, quedando uno o dos coches apartes en algún lugar. Luego, en la Playa Colegiales se fue trasladado todo el material rumbo a Miguelete, y después todas las formaciones de Victoria fueron remolcadas hacia Colegiales, salvo por un Puma V3 que fue a parar a la Playa de Cargas Lujan en el 2018.
- Datos: Q30919019